# Марблмаунт (Вашингтон)
Марблмаунт (енгл. Marblemount) насељено је место без административног статуса у америчкој савезној држави Вашингтон.

## Демографија
По попису из 2010. године број становника је 203, што је 48 (-19,1%) становника мање него 2000. године.
| Група             | 2000.       | 2010.       |
| Белци             | 236 (94,0%) | 171 (84,2%) |
| Афроамериканци    | 1 (0,4%)    | 1 (0,5%)    |
| Азијати           | 0 (0,0%)    | 2 (1,0%)    |
| Хиспаноамериканци | 2 (0,8%)    | 7 (3,4%)    |
| Укупно            | 251         | 203         |